# Bóndi

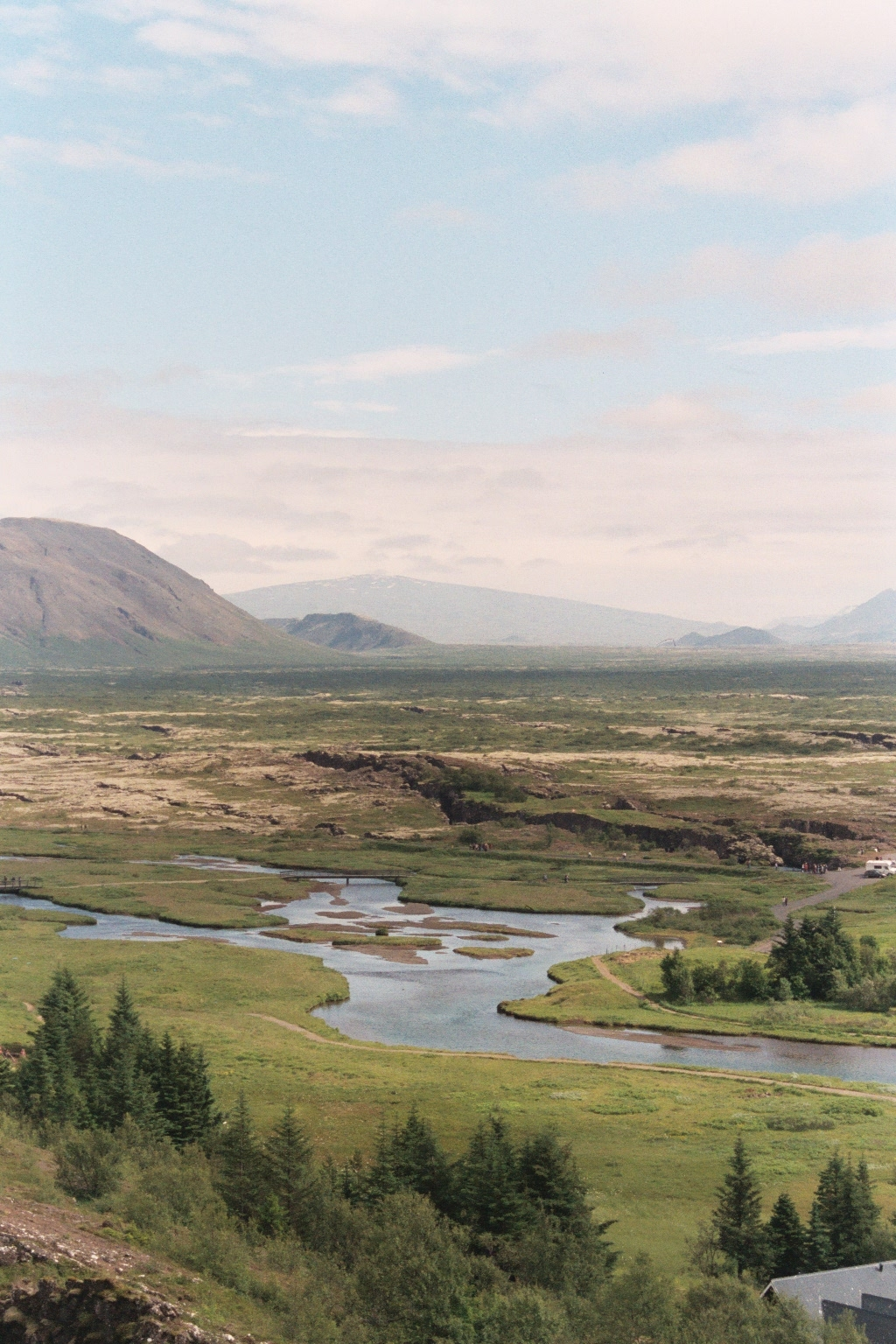
Vista de Tingvellir, onde se realizava a assembleia popular Alþingi

Os bóndi (homens livres) eram a classe média da sociedade islandesa na Era Viquingue. Acima deles estavam os godis (grandes senhores) e abaixo os thrall (escravos). Estes homens livres eram camponeses, donos de terras e de gado, que viviam da agricultura e da pecuária, e sobretudo da pesca, e em menor dimensão da caça, da produção artesanal, do comércio, das expedições viquingues.
Cada um deles estava subordinado a um grandes senhor (godi), por juramento de fidelidade ou por laços de sangue. Por outro lado, dispunham eles próprios de escravos (thrall), que efetuavam não só os trabalhos agrícolas e domésticos, mas também tarefas artesanais. Tinham direito a porte de arma, e a participar nas assembleias populares (Alþingi).